# 도원동 (인천)
도원동(桃源洞)은 인천광역시 중구의 행정동이다.

## 개요
도원동은 주택 밀집지역으로 인구가 조밀하게 분포해있다. 광성 중고등학교, 중앙여자상업고등학교가 있으며 실내체육관, 축구장, 실내수영장이 위치하여 가족과 함께 여가생활을 누릴 수 있는 지역이다.

## 연혁
원동은 원래 다소면 장천리의 일부와 독각리의 일부를 떼어 1906년 5월 도산리가 되었으며, 1912년 5월에는 도산리 일부가 부도정에 편입되었고, 1914년 10월 1일에는 부제 시행시 인천부에 편입되어 도산정이라 불렸다. 해방 후인 1946년 1월 1일 도원동으로 개칭되었다. 도산, 도원이란 옛날에 이 곳에 복숭아밭이 많았기 때문이었다.
- 1946년 1월 1일 인천부 도원동으로 명명
- 1957년 1월 1일 인천시 도원동으로 명칭 변경
- 1968년 1월 1일 인천시 중구 도원동
- 1981년 7월 1일 인천직할시 중구 도원동으로 개칭
- 1995년 1월 1일 인천광역시 중구 도원동으로 개칭

## 법정동
- 도원동

## 교육
- 광성중학교
- 광성고등학교
- 중앙여자상업고등학교